# Burgeroorlog

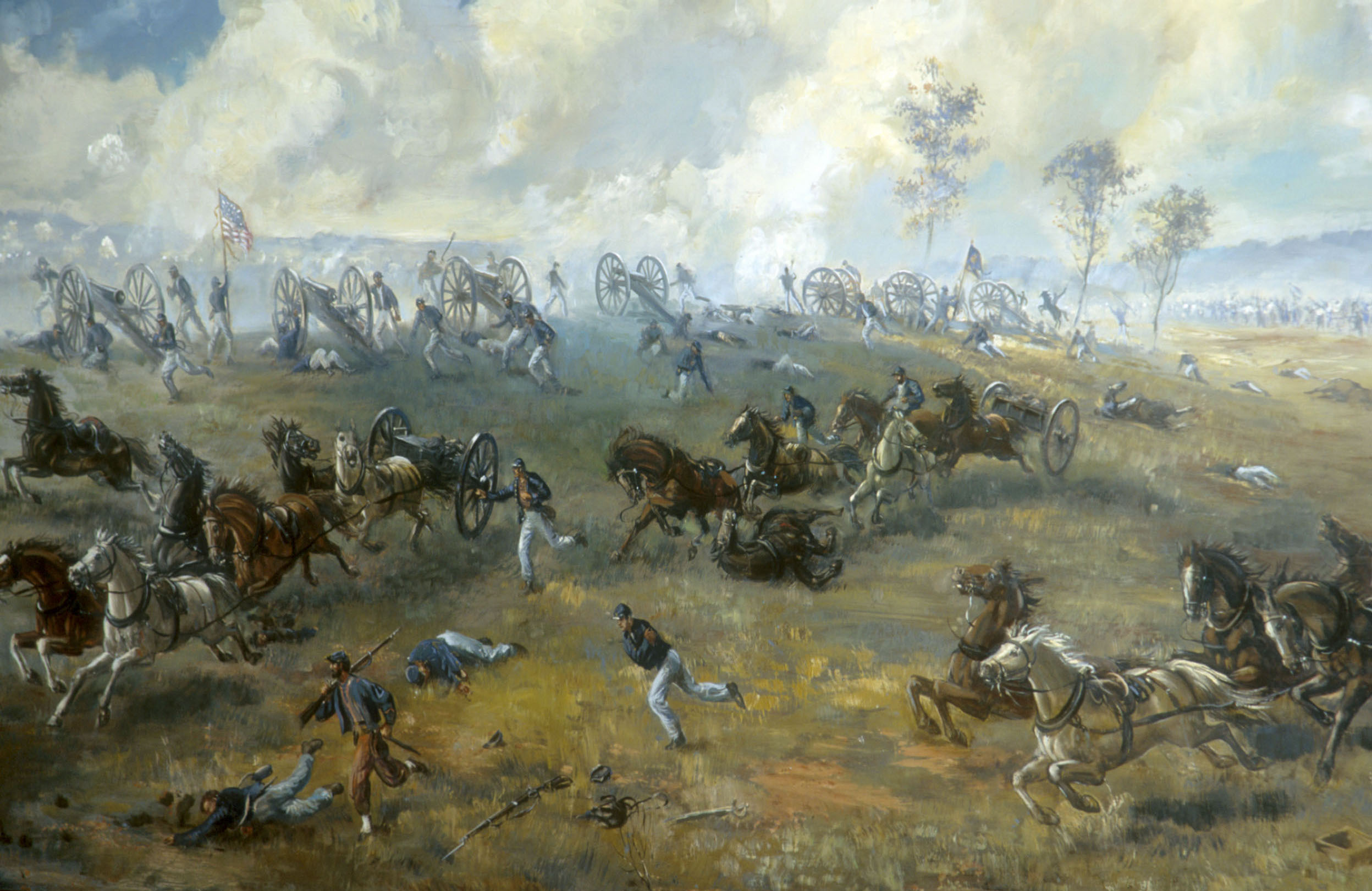
De Eerste Slag bij Bull Run tijdens de Amerikaanse Burgeroorlog

Een burgeroorlog of intrastatelijke oorlog is een oorlog waarbij de strijdende partijen deel uitmaken van dezelfde staat (hetzelfde land of rijk). Burgeroorlogen worden vaak uitgevochten om religieuze, etnische of politieke redenen, maar soms is het eenvoudigweg een strijd tussen twee rivaliserende groepen. De strijd kan gepaard gaan met slachtingen of zelfs genocide (volkerenmoord). Ook door de vaak lang aanslepende strijd is de tol aan mensenlevens van de gemiddelde burgeroorlog hoog.

## Definitie
Het begrip burgeroorlog (intrastatelijke oorlog) onderscheidt zich langs de ene kant van oorlog tussen staten of landen (interstatelijke oorlog), en langs de andere kant van revolutie. In beide gevallen is het onderscheid niet geheel objectief, maar vereist het een waarde-oordeel: wanneer is een strijdende partij een staat of een niet-statelijke actor, en wanneer is de oorlog revolutionair, dat wil zeggen: een noodzakelijke stap in de vooruitgang? Zowel het begrip natie als het begrip vooruitgang zijn problematisch. Bovendien ontaarden veel revolutionaire bewegingen die bedoeld waren als een snelle staatsgreep, in een langdurige burgeroorlog tussen revolutionairen en contrarevolutionairen.
Het moderne Europese staatsbegrip vindt zijn oorsprong in de Vrede van Westfalen van 1648. Het internationaal recht dat uit dat verdrag ontstond, verleende aan de staat het monopolie van het gebruik van geweld binnen zijn grenzen: alleen oorlog tussen staten was nog rechtmatig. Volgens Hugo de Groot ligt het grote verschil tussen burgeroorlog en statenoorlog in het feit dat in deze laatste de strijdende partijen elkaar als gelijken erkennen en dus een aantal regels respecteren, terwijl in een burgeroorlog de partijen elkaars bestaansrecht ontkennen, elkaars bestaan zelfs willen beëindigen en dus niet gebonden zijn aan gevestigde procedures.
Het multipolaire statensysteem van 1648 bleef bestaan tot 1945, toen het vervangen werd door de bipolaire wereld van de Koude Oorlog. Daar waar in het multipolaire systeem oorlogen tussen staten nog vaak voorkwamen, werden die na de Tweede Wereldoorlog de uitzondering; de overgrote meerderheid van gewapende conflicten zijn sindsdien burgeroorlogen.

## Voorbeelden
In het overzicht hieronder halen we een aantal gewapende conflicten aan die op Wikipedia de naam burgeroorlog dragen en er bijzondere aandacht krijgen.

### Premoderne tijd (tot 1648)
In het oude Griekenland werden een aantal militaire conflicten tussen coalities van steden uitgevochten, zoals de Eerste Peloponnesische Oorlog (460-445 v.Chr.) tussen de Peloponnesische Bond en de Delische Bond. Deze kunnen alleen als burgeroorlogen worden gekenmerkt in de mate dat Griekenland als één natie wordt beschouwd, wat in de context van de klassieke Oudheid twijfelachtig heet.
De Romeinse burgeroorlogen luidden de overgang in van de Romeinse republiek naar het keizerrijk. Het bekendste conflict, de burgeroorlog tussen Pompeius en Caesar (49-46 v.Chr.), nam de vorm aan van een gewapende klassenstrijd.
In de Genpei-oorlog (1180-1185) betwistten twee machtige families elkaar de Japanse keizerstroon.
Er is een geschiedkundige discussie over de vraag of sommige oorlogen in de Middeleeuwen en vroegmoderne tijd als burgeroorlogen (bijvoorbeeld over godsdienstkwesties) kunnen worden beschreven, zoals:
- De Honderdjarige Oorlog in Frankrijk 1337-1453
- De Tachtigjarige Oorlog in de Nederlanden 1568-1648
- De Dertigjarige Oorlog in Duitsland 1618-1648.

### Moderne tijd tot 1945
In de Engelse Burgeroorlog, een reeks conflicten in Engeland, Schotland en Ierland tussen 1639 en 1651, werd de verhouding tussen de monarchie en het Britse parlement grondig gewijzigd. Een aantal van de strijdpunten hadden betrekking op de verhouding tussen kerk en staat.
In Zwitserland trachtten de katholieke kantons zich in de Sonderbund-oorlog van 1847 tevergeefs af te scheiden van het Eedgenootschap.
De inzet van de Amerikaanse Burgeroorlog (1861-1865) was de afschaffing van de slavernij, tegen de bredere achtergrond van de tegenstelling tussen het agrarische Zuiden en het industriële Noorden van de Verenigde Staten.
De Russische Burgeroorlog woedde in de nasleep van de Oktoberrevolutie op het grondgebied van het voormalige Russische keizerrijk van 1917 tot 1922. Het Rode Leger vocht voor de bolsjewistische revolutionaire bewindvoerders; het Witte Leger bestond uit een anti-bolsjewistische coalitie met steun van westerse mogendheden. Uit de oorlog kwamen de nieuwe onafhankelijke staten Finland, Estland, Letland, Litouwen en Polen voort.
In de Ierse Burgeroorlog (1921-1923) werd binnen de Ierse Vrijstaat de interne verdeeldheid uitgevochten over de rechtmatigheid van het Anglo-Iers Verdrag, waarin onder meer de tweedeling van Ierland was vastgelegd.
De Spaanse Burgeroorlog (1936-1939) plaatste conservatieven en rechtse falangisten tegenover een linkse coalitie. Door de uitgebreide directe steun van buitenlandse mogendheden aan de strijdende partijen, met name door wapenleveringen van Nazi-Duitsland en de Sovjet-Unie, was dit in zekere mate ook een oorlog bij volmacht.
De Chinese Burgeroorlog is merkwaardig omdat hij van 1927 tot 1950 duurde en onderbroken werd door de Tweede Wereldoorlog. De Communistische Partij en de Nationalistische Kwomintang waren aanvankelijk bondgenoten; de inzet van het conflict was de invloed van de Sovjet-Unie in China. De oorlog eindigde feitelijk met de communistische overwinning en de uitroeping van de Volksrepubliek China, hoewel de (niet algemeen internationaal erkende) regering van Taiwan zich als de rechtmatige opvolger van de (nationalistische) Chinese regering beschouwt.

### Na de Tweede Wereldoorlog
De Griekse Burgeroorlog (1946-1949) kwam voort uit de tegenstelling tussen communistische en niet-communistische verzetsgroepen onder de Duitse bezetting. Aanvankelijk werden de communisten gesteund door socialistische landen als Joegoslavië en de Sovjet-Unie; toen die hulp wegviel, konden de door het Westen gesteunde regeringstroepen de opstand neerslaan.
Het land Soedan is al sinds zijn onafhankelijkheid in 1955 conflictgebied. Zowel de Eerste Soedanese Burgeroorlog (1955-1972) als de Tweede Soedanese Burgeroorlog (1983-2005) draaiden rond de tegenstelling tussen het islamitische noorden en het christelijk-animistische zuiden. In 2011 werd Zuid-Soedan onafhankelijk, en sinds 2013 is dat land op zijn beurt het toneel van een burgeroorlog die tot heden (2020) voortduurt.
In de Colombiaanse Burgeroorlog (1964-2016) bevochten het regeringsleger en rechtse paramilitaire groepen een aantal linkse guerrillagroepen. Verschillende partijen financierden hun strijd met de aanmaak van en handel in cocaïne en de scheidingslijn met gewone maffiabendes was niet altijd duidelijk. Dit lang aanslepende conflict zou 200.000 mensenlevens hebben geëist.
De Biafraoorlog was een mislukte onafhankelijkheidsoorlog van de regio Biafra in Nigeria tussen 1967 en 1970. Acties van het regeringsleger tegen burgerdoelwitten maakten grote aantallen slachtoffers, maar worden internationaal niet als genocide erkend.
In de Zimbabwaanse Onafhankelijkheidsoorlog (1966-1979) probeerde de blanke minderheid in Rhodesië door een vervroegde onafhankelijkheidsverklaring de macht te behouden ten nadele van de zwarte bevolking. In de typische koude oorlogsstrategie kreeg de regering militaire steun van het Westen, terwijl twee opstandige guerrillabewegingen ZANLA en ZIPRA gesteund werden door respectievelijk China en de Sovjet-Unie.
De Libanese Burgeroorlog (1975-1990) vond zijn wortels in de etnisch-religieuze tegenstellingen van het multiculturele Libanon, maar werd aangewakkerd door internationale inmenging. Tijdens de bloedbaden in Sabra en Shatila in 1982 werden tussen de 700 en 3500 Palestijnse vluchtelingen vermoord.
De Mozambikaanse Burgeroorlog begon in 1976, dus een jaar na de onafhankelijkheid van Mozambique, en eindigde pas in 1992 toen na het einde van de Koude Oorlog de buitenlandse steun wegviel.
Na de onafhankelijkheid van Tadzjikistan in 1991 ontstond een tegenstelling tussen de door Rusland gesteunde regering en een breed oppositiefront dat onder meer de islamisten omvatte. Tijdens de Tadzjiekse Burgeroorlog van 1992 tot 1997 kwamen naar schatting 30.000 tot 60.000 mensen om.
De naam Sierra Leoonse Burgeroorlog dekt een reeks van verscheidene gewapende conflicten in Sierra Leone tussen 1991 en 2002. Het Speciaal Hof voor Sierra Leone was een rechtbank die zich over de talrijke oorlogsmisdaden moest uitspreken.
De Joegoslavische oorlogen begeleidden het uiteenvallen van de Socialistische Federale Republiek Joegoslavië na de val van de Berlijnse Muur. Het dramatische hoogtepunt vormde de Bosnische Burgeroorlog van 1992 tot 1995.
Het land Jemen is ontstaan in 1994 na een oorlog tussen de aanvankelijk afzonderlijke staten Noord-Jemen (Jemenitische Arabische Republiek) en Zuid-Jemen (Democratische Volksrepubliek Jemen, later Democratische Republiek Jemen), die elk al een geschiedenis van interne conflicten achter de rug hadden. In 2015 brak de Jemenitische Burgeroorlog uit, in eerste instantie een religieus conflict tussen soennitische en sjiitische moslims, maar gecompliceerd door de rol van internationale terroristische organisaties.
In Congo greep Laurent-Désiré Kabila de macht na de Eerste Congolese Burgeroorlog (1996-1997) met zittend president Mobutu Sese Seko. In 1998 brak de Tweede Congolese Burgeroorlog uit; omwille van het grote aantal betrokken landen verdient dit conflict wellicht niet de naam burgeroorlog, hoewel er geen oorlogsverklaringen tussen internationaal erkende regeringen aan te pas kwamen. De oorlog eindigde officieel met een vredesakkoord in 2002 maar het conflict blijft tot vandaag (2020) in diverse gebieden nasmeulen. De belangrijkste inzet lijkt het beheersen van natuurlijke hulpbronnen zoals edelstenen en mineralen.
De Syrische Burgeroorlog begon in 2011 als een opstand in het kader van de Arabische Lente maar ontaardde in een langdurig multilateraal gewapend conflict dat tot vandaag (2021) voortduurt. De internationale terreurbeweging Islamitische Staat beleefde haar hoogtepunt in 2015-2016 dankzij een solide uitvalsbasis in het onstabiele Syrië en zijn buurland Irak.

## Veelvuldigheid en duur
Bovenstaande lijst van voorbeelden, maar ook het hoofdartikel lijst van burgeroorlogen zelf, vormt anekdotisch bewijs voor de toegenomen frequentie van burgeroorlogen na de Tweede Wereldoorlog. De Correlates of War is een academische studie van oorlogen, gebaseerd op gegevens sinds 1816 (het einde van de Franse revolutionaire en napoleontische oorlogen).
De dataset van Correlates of War gebruikt het woord burgeroorlog alleen voor conflicten met minstens 1000 slachtoffers per jaar, waardoor bijvoorbeeld The Troubles in Noord-Ierland en de strijd tegen Apartheid in Zuid-Afrika niet meegerekend worden. Ook eenzijdig geweld van de regering tegen burgers wordt niet als een burgeroorlog beschouwd. In de periode 1816-1997 waren er in die dataset 213 burgeroorlogen, waarvan 104 sinds 1945. Het jaarlijks aantal nieuwe burgeroorlogen is sinds 1816 geleidelijk toegenomen van ongeveer 1 per jaar tot ongeveer 2 per jaar, terwijl het aantal aan de gang zijnde burgeroorlogen dramatisch is toegenomen van ongeveer 3 in de jaren 1920-1940 tot meer dan 15 sinds de jaren 1980. Weliswaar beginnen er steeds ongeveer evenveel gewapende conflicten, maar de duur van de conflicten is sterk toegenomen sinds het einde van de Tweede Wereldoorlog. Dit kan verklaard worden door de internationale context, die meer de neiging heeft intrinsiek zwakke staten te ondersteunen. Vele voormalige kolonies die na 1960 nominaal onafhankelijk waren, beschikten en beschikken in feite niet over de middelen om een volwaardige staatsstructuur uit te bouwen; dit effect werd nog versterkt tijdens de Koude Oorlog doordat de twee grote machtsblokken graag uitgebreide militaire steun verleenden aan gewelddadige oppositiebewegingen tegen een regering die aanleunde bij het andere kamp. Landen zoals Myanmar en Angola zijn bijna de hele tijd sinds hun onafhankelijkheid in een burgeroorlog verwikkeld.